# Bitwa o Henderson Field
Bitwa o Henderson Field – stoczona w dniach 23–26 października 1942 roku największa bitwa lądowa sześciomiesięcznej kampanii na Wyspach Salomona, stoczona między amerykańską 1 Dywizją Piechoty Morskiej oraz oddziałami japońskiej 17 Armii. Bitwa została stoczona w ramach wspólnej operacji cesarskiej armii oraz marynarki wojennej, mającej na celu odbicie lotniska Henderson Field z rąk amerykańskiej piechoty morskiej oraz wypchnięcia jej z wyspy Guadalcanal.
Po zaplanowanym przez japońską armię oraz admirała Isoroku Yamamoto odbiciu lotniska z rąk amerykańskich, japońska flota odciąć miała Guadalcanal od wsparcia ze strony US Navy i zniszczyć jej okręty. Dowodzone jednak przez generała Harukichi Hyakutake kolejne ataki nie powiodły się i przy dużych stratach japońskiej piechoty, żołnierze amerykańscy zdołali utrzymać kontrolę nad strategicznie ważnym lotniskiem na Wyspach Salomona. 26 października natomiast, w ramach realizacji wspólnego japońskiego planu, doszło do bitwy pod Santa Cruz – największej bitwy lotniskowców drugiej połowy 1942 roku, i jednej z największych bitew powietrzno-morskich wojny na Pacyfiku.
Amerykańska piechota morska utraciła w bitwie około 80 żołnierzy, straty zaś japońskie wyniosły od dwóch do trzech tysięcy zabitych.